# Aliou Cissé
Aliou Cissé (* 24. března 1976 Ziguinchor) je senegalský fotbalový trenér a bývalý hráč. V Operoval na pozici defenzivního záložníka nebo obránce. S klubem Paris Saint-Germain FC byl v roce 2000 vicemistrem Francie a finalistou Coupe de la Ligue. Za senegalskou reprezentaci odehrál v letech 1999 až 2005 celkem 35 zápasů, byl jejím kapitánem na mistrovství světa ve fotbale 2002, kde Senegalci překvapivě postoupili do čtvrtfinále, zúčastnil se také Afrického poháru národů 2002 (druhé místo) a Afrického poháru národů 2004 (čtvrtfinále). Od roku 2015 je trenérem senegalského národního týmu, s nímž se zúčastnil mistrovství světa ve fotbale 2018, kde Senegalce připravila o postup ze základní skupiny pouze horší bilance karet.

## Klubová kariéra
- 1994–1997 Lille OSC
- 1997–1998 CS Sedan
- 1998–2001 Paris Saint-Germain FC
- 2001–2002 Montpellier HSC
- 2002–2004 Birmingham City FC
- 2004–2006 Portsmouth FC
- 2006–2008 CS Sedan
- 2008–2009 Nîmes Olympique